# Sorgetid
Sorgetid (mer specifikt sorgeår eller änkeår) är den tid som måste passera innan en nybliven änka eller änkling fick gifta sig på nytt. Den var i Sverige ett år för kvinnor och ett halvår för män enligt giftermålsbalken i 1734 års svenska lagbok, och avskaffades helt den 1 juli 1969.

### Fotnoter
1. ↑  ”Väntetid innan omgifte”. Domboksforskning. Arkiverad från originalet den 7 juli 2015. https://web.archive.org/web/20150707073244/http://www.domboksforskning.se/lagar/vantetid%20innan%20omgifte.htm. Läst 6 juli 2015.